# 甘格拉教会会议
甘格拉教会会议（英語：Synod of Gangra），又称甘格拉理事会（英語：Gangra Council），是公元4世纪时基督教教会在东罗马帝国甘格拉（今土耳其昌克勒）召开的教会会议。甘格拉会议由14位主教组织，尼科米底亚的尤西比乌斯主持。会议的召开时间有争议，介于325年—381年之间，但一般认为召开于340年。

## 主要内容
甘格拉教会会议谴责了摩尼教徒和他们的行为，会议闭幕后颁布的教规谴责了摩尼教徒的行为并宣称他们的行为将会受到诅咒。此外，会议还谴责了塞巴斯特的尤斯塔修斯的信仰和行为。
主教会议颁布的20条教规谴责并诅咒摩尼教徒的以下行为：
- 对婚姻的谴责；
- 禁止食用大多数的肉类食物；
- 鼓动奴隶逃离他们的主人；
- 认为已婚的神父不能举行有效的圣礼；
- 谴责正常的教会礼拜却坚持自己的礼拜；
- 未经主教同意分配教会的收入；
- 基于圣洁之外的原因保持独身；
- 侮辱已婚者和爱筵（英语：Agape feast）；
- 穿着一些“好像能给予他们正义似的”苦行僧服装指责别人；
- 女性离开丈夫或打着禁慾主義的旗号穿男装；
- 为人父母却抛弃孩子；
- 孩子离开他们的父母；
- 枉称禁欲主义的女性剪掉她们的头发；
- 枉称禁欲，在星期天禁食；
- 拒绝纪念基督教殉道者。

在结语中，教会重申他们不是为了诅咒那些依照《聖經》“希望在真正信仰上帝的教会中过禁欲生活的人”，而是“那些假装禁欲主义到肤浅的人”。这一结语被认为是第21条教规。